# Castellbisbal
Castellbisbal é um município da Espanha, na comarca do Vallès Occidental, província de Barcelona, comunidade autónoma da Catalunha. Tem 31,04 km² de área e em 2021 tinha 12 610 habitantes (densidade: 406,3 hab./km²).
Situa-se na margem esquerda do rio Llobregat, na sua confluência com o córrego do Rubí. Seu nome provém da junção dos termos catalães «Castell» e «Bisbe», que em português significam «castelo» e «bispo», respectivamente.